# Sciophila nigronitida
Sciophila nigronitida är en tvåvingeart som beskrevs av Landrock 1912. Sciophila nigronitida ingår i släktet Sciophila och familjen svampmyggor. Inga underarter finns listade i Catalogue of Life.